# Cementiri de Cabestany
El Cementiri de Cabestany és una obra del poble de Cabestany, al municipi de Montoliu de Segarra (Segarra) inclosa a l'Inventari del Patrimoni Arquitectònic de Catalunya.

## Descripció

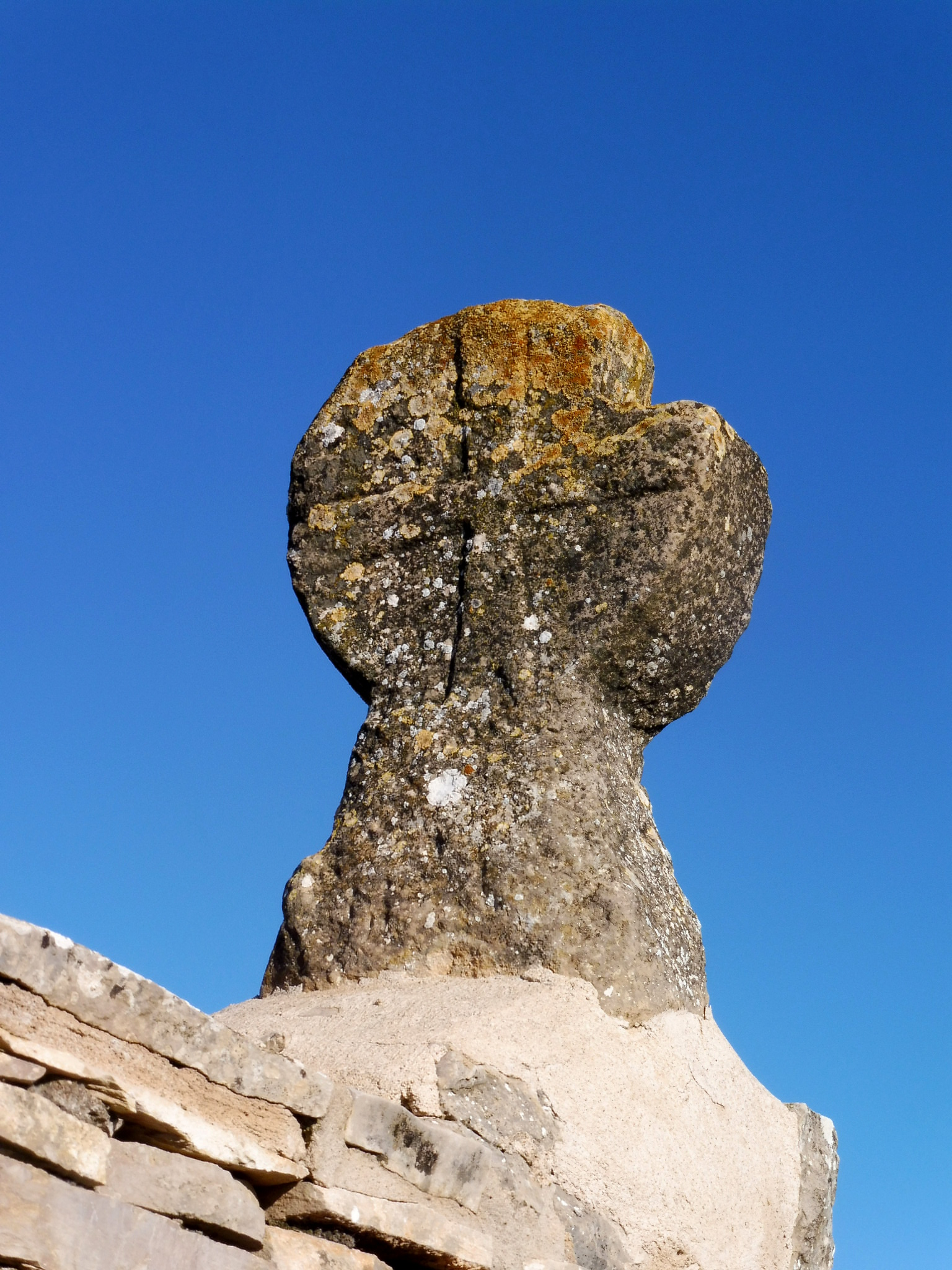
Una de les esteles discoïdals

És un cementiri situat fora del nucli urbà, seguint un camí de terra que s'agafa a un costat a l'església de Sant Joan de Cabestany. L'edifici se'ns presenta de planta rectangular i porta d'accés situada a la façana principal. A la part superior de les cantoneres de les façanes del cementiri, es disposen quatre esteles funeràries que coronen els murs. Aquestes esteles estan realitzades en pedra sorrenca i presenten un estat molt avançat d'erosió. I corresponen a diverses èpoques. Cal destacar però, una d'elles, la més sencera, ja que presenta a l'anvers, una orla circular gravada, i una creu grega amb quatre braços exempts. A revers d'aquesta, hi ha restes d'un text difícil de llegir per causa del seu estat d'erosió. El peu d'aquesta estela és en oreneta. L'edifici del cementiri presenta un aparell de carreus rectangulars, a la façana principal, i paredat amb pedra seca, a les façanes laterals.
Les esteles funeràries procedeixen de l'antic fossar o cementiri situat a un costal de l'església de Sant Joan de Cabestany. De l'estudi de l'estela que presenta una estructura més sencera, es pot dir que el text de seu revers és un afegit posterior i estaríem davant una reutilització d'aquesta estela, peça que s'ha de datar a partir del segle xii.